# Катмай (национальный парк)
Национальный парк и заповедник Ка́тмай (англ. Katmai National Park and Preserve) — национальный парк США, расположенный в южной части штата Аляска, напротив острова Кадьяк. Образован 2 декабря 1980 года актом Конгресса США по защите арктических территорий и назван в честь стратовулкана Катмай.
Парк занимает территорию в 16 тыс. км², что примерно равно площади Уэльса, 14 тыс. км² из этого — заповедная зона, где нет следов деятельности человека и запрещена охота. Парк включает в себя часть Алеутского хребта, идущего вдоль побережья и группу озёр в глубине территории. На юго-западе вплотную примыкает к Национальному заповеднику Бочарова. Также в состав парка включён остров Такли. В границах парка находятся 18 вулканов, семь из них проявляли активность после 1900 года, в том числе Фопикд курящийся Мартин дым и пар из кратера которого могут быть видны в ближайшем к парку населённом пункте — Кинг-Салмон.
Среди основных достопримечательностей парка — сам вулкан Катмай, Долина десяти тысяч дымов и большая популяция бурых медведей. Популярные виды отдыха в парке — наблюдения за медведями, пешеходный туризм, каякинг, рыбалка.

## История
Часть территории была объявлена Национальным монументом (природоохранной зоной) ещё в 1918 году, для охраны района вокруг образовавшегося во время извержения 1912 года вулкана Новарупта и созданной гигантским пирокластическим потоком Долины десяти тысяч дымов.
После извержения, Национального географического общества снарядило пять экспедиций для изучения район, вулканической активности и последствий извержения.
Получив свой статус из-за вулканической активности, национальный монумент и окружающие земли стали цениться благодаря изобилию лосося, благодаря привлекаемым лососем бурым медведям и другим представителям дикой природы Аляски.

## Долина десяти тысяч дымов
В июне 1912 года в районе вулкана Катмай началось извержение, в результате которого образовались Долина десяти тысяч дымов и новый вулкан, получивший название Новарупта («Новое извержение»). Это было одно из трёх извержений XX века, которым по шкале силы вулканических извержений был присвоен показатель 6. Мощность извержения, продолжавшегося около 60 часов, составила 17 км³, из которых на землю выпало около 11 км³ пепла.
Пирокластический поток пепла сформировал долину и в течение нескольких лет после извержения множество образовавшихся в ещё не остывшем пепле фумарол извергали газы и пар. В 1916 году возглавлявший экспедицию Национального географического общества американский эколог Роберт Григгс дал долине её название, а чуть позже опубликовал отчет, озаглавив его «Долина десяти тысяч дымов».
Площадь долины около 100 км², её глубина достигает 210 м. Протекающая по долине река Лета, названная в честь мифологической Леты, вымыла глубокие каньоны, обнажив пласты пепла. Поскольку пепел уже остыл и подавляющее большинство фумарол окончательно затухли, несмотря на своё имя, в настоящее время долина не заполнена дымом.

## Природа
На территории парка водятся 29 видов млекопитающих, 137 видов птиц, 24 вида пресноводных рыб и 4 вида анадромных рыб. Важнейшая для экосистемы парка рыба — лосось-нерка, составляющая во время нереста (с июня по октябрь) основу рациона бурых медведей и белоголовых орланов.
Катмай известен своей популяцией бурых медведей, самой большой из охраняемых популяций. По оценке Службы национальных парков США на территории парка находятся около 2 100 медведей. Медведи парка особенно любят подбираться во время нереста лососей к водопаду Брукс (Brooks Falls), куда лососи поднимаются раньше, чем в других реках, и около этого водопада в июне-июле можно увидеть от 40 до 70 медведей. В прибрежных заливах медведи питаются осокой, моллюсками и разной рыбой, и поэтому около заливов медведей можно увидеть круглый год.
В последнее время для наблюдения за медведями в парке установлены веб-камеры.